# 卡洛·卡斯特伦
卡洛·卡斯特伦（瑞典語：Kaarlo Castrén，1860年2月28日—1938年11月19日），芬兰政治家及第四任芬兰总理。他所属的党派为芬兰民族进步党。
卡斯特伦出生于图尔托拉（现名佩洛）。1887年他获得法学学士学位。1888至1892年间他在芬兰元老院的财政分支（相当于当时的芬兰内阁）工作。1888至1898年间他也在与别人合伙的律师所工作。
1892至1904年间，卡斯特伦担任国家股份银行的董事会成员。1894年及1905-1906年间他作为市民阶级的代表参加了芬兰大公国议会。1908-1909年他担任了参议员。之后他成立了一家律师所。1916年他当选为国家股份银行的经理。
1918年他任命为财政部长。1919年4月17日至8月15日之间他担任芬兰总理。他的内阁递交了芬兰作为共和国的提议。提议接受之后他的内阁就解散了。
卡斯特伦去世于赫尔辛基。